# Donaldo Chávez Núñez
Donaldo Chávez Núñez (Managua, 10 de enero de 1920 – ídem, 9 de mayo de 2000), fue un sacerdote católico y obispo auxiliar de la Arquidiócesis de Managua.

## Biografía
Nació en Managua el 10 de enero de 1920. Sus padres, Carlos Fernando Chávez Núñez y Micaela Núñez Roa, eran una familia de agricultores, con tierras en los alrededores de la ciudad.
Estudió la secundaria en el Colegio Centro América, de Granada, del cual después llegó a ser profesor. A los 15 años de edad fue enviado a bachillerarse, primero a El Salvador y después a Colombia, con los padres jesuitas. Sus estudios universitarios los realizó en universidades de Colombia y Estados Unidos, entre ellas Ysleta College y Loyola University.
Fue ordenado sacerdote católico el 23 de mayo de 1954, en Puebla, México. Era licenciado en Artes, Filosofía y Letras. Sabía hablar latín, griego, inglés, francés, español y portugués.

## Obispo
El 15 de febrero de 1966, Donaldo Chávez Núñez fue electo obispo auxiliar de Managua y obispo titular de Giru Mons. Fue consagrado el 24 de abril de 1966 a manos del monseñor Sante Portalupi, Arzobispo titular de Christopolis y sus Co-Consagradores monseñor Vicente Alejandro Gonzalez y Robleto, Arzobispo de Managua y monseñor Marco Antonio García y Suárez, Obispo de Granada.
El 16 de febrero de 1970 presenta su renuncia como obispo, siendo el primer obispo de Nicaragua en renunciar a su cargo.

## Muerte
Falleció el 9 de mayo de 2000 a los 80 años. El responso fue realizado por el Cardenal Miguel Obando y Bravo, en la ciudad de Managua.

## Enlaces
- https://www.catholic-hierarchy.org/bishop/bchavezn.html

- Datos: Q69437526